# Dorotea de Schleswig-Holstein-Sonderburg-Beck
Dorotea de Schleswig-Holstein-Sonderburg-Beck (en alemany Dorothea von Schleswig-Holstein-Sonderburg-Beck) va néixer a Augustenburg (Dinamarca) el 24 de novembre de 1685 i va morir a la ciutat sueca de Stavlo el 25 de desembre de 1761. Era una noble alemanya, filla del duc Frederic Lluís (1653-1728) i de Lluïsa Carlota de Schleswig-Holstein-Sonderburg-Augustenburg (1658-1740).

## Matrimoni i fills
El 17 d'abril de 1709 es va casar amb Jordi Frederic de Brandenburg-Bayreuth (1688-1735), fill de Cristià Enric de Brandenburg-Kulmbach (1661-1708) i de Sofia Cristiana de Wolfstein (1667-1737). El matrimoni va tenir cinc fills: 
- Cristina (1710-1739), casada amb el príncep Alexandre de Thurn i Taxis (1704-1773).
- Frederic (1711-1763), casat primer amb Guillemina de Prússia (1709-1758), i després amb Sofia Carolina de Brunsvic-Wolfenbüttel (1737-1817).
- Guillem Ernest (1712-1733)
- Carlota (1713-1747), casada amb el duc Ernest August I de Saxònia-Weimar (1688-1748)
- Sofia Guillemina (1714-1749), casada amb el príncep Carles d'Ostfriesland (1716-1744).